# 耀西系列
耀西系列是日本游戏公司任天堂开发并发行的电子游戏系列，主要游戏类型为平台和益智。耀西系列为马力欧系列的衍生子系列，主人公为烏龜族，綠色類恐龍生物角色耀西。儘管耀西已與1990年遊戲《超級瑪利歐世界》中首次亮相，但初次主人公身分登場的作品是1991年遊戲《耀西的蛋》。

## 遊戲列表
益智游戏
- 耀西的蛋
- 耀西的餅乾
- 耀西的面版方塊

平台動作遊戲
- 耀西岛
  - 耀西岛DS
- 耀西故事
- 耀西的萬有引力
- 捕捉！觸摸！耀西！
- 耀西新島
- 耀西的毛線世界
- 耀西的手工世界

光槍射擊遊戲
- 耀西的旅行